# Pseliodinium vaubanii
Pseliodinium vaubanii is een soort in de taxonomische indeling van de Myzozoa, een stam van microscopische parasitaire dieren. Het organisme komt uit het geslacht Pseliodinium en behoort tot de familie [[]]. Pseliodinium vaubanii werd ontdekt door Soumia.